# Sémapoun
Sémapoun est une commune rurale située dans le département de Réo de la province de Sanguié dans la région du Centre-Ouest au Burkina Faso.

## Démographie
| 2003 | 2006 | 2012 |
| ---- | ---- | ---- |
| 246  | 210  | -    |

## Éducation et santé
Le centres de soins les plus proches de Sémapoun sont les centres de santé et de promotion sociale (CSPS) et le centre médical avec antenne chirurgicale (CMA) de Réo.